# キリンビール広島工場
キリンビール広島工場（キリンビールひろしまこうじょう）は、かつて広島県安芸郡府中町に存在した、キリンビールの工場。後身のキリンビアパーク広島についても、この項目で取り上げる。

## 概要
キリンビールの西日本の製造拠点として、1938年（昭和13年）から1998年（平成10年）まで約60年間存在した。主要製造工場でなくなった後も、1998年（平成10年）から2010年（平成22年）まで、小規模なビールの醸造は継続された。

## 歴史

### キリンビール広島工場時代
1935年（昭和10年）に、キリンビールは九州進出を計画していたが、横浜山手工場、神崎工場（のちの尼崎工場、現在は別の場所に移転して神戸工場）、仙台工場（現在は別の場所に移転して継続）に次ぐ全国4番目の工場として、1936年（昭和11年）6月1日に広島県安芸郡府中村（1937年（昭和12年）に府中村は町制を施行して府中町になった）進出を決定した。
理由として、福岡県に他社の工場が既に進出していた事、熊本県八代地区は、良質な水は確保できるが、南過ぎるので九州進出は見送られた事。代わりの市場として、当時、軍都であった広島市と呉市が共に約20万人の人口を持ち、戦争の進捗で近いうちに周辺の人口が70万人を超える事が予想され、終戦までに実際に100万人を超えた事で、有望な消費地が近くにあったこと、太田川水系の良質な水が豊富である事。キリンビールとしては広島市への進出を希望していたが、府中村が広島市への編入見込があったことより、府中村進出となった。
工場が出来る前は農地だった土地に、1936年（昭和11年）11月20日に地鎮祭を行い、同年12月1日から工事を開始。1937年（昭和12年）6月15日に上棟式。1938年（昭和13年）3月1日に当初の予定より3ヶ月遅れで完工した。工場の完成当時はクリーム色に塗られていた。
1938年（昭和13年）3月14日にビールの醸造を開始。同年4月28日には、清涼飲料水工場が完成。同年5月にはビールの瓶詰を開始。同年6月4日に開業式を行った。
関東大震災による被災から1926年（大正15年）に復興した横浜工場以来10数年ぶりに建設された、開業当時の広島工場は、当時としては東洋最大の規模だった。
水に関しては、ビールの醸造に関しては太田川水系の水を使用。その他の水に関しては、当初は府中・温品・矢賀、そして構内に掘った井戸でまかなっていたが、塩害・干ばつなどより、1950年（昭和25年）5月15日から安芸水道の利用を開始した。
当時広島工場と共に、横浜製壜工場に次ぐ製瓶工場として、山口県都濃郡富田町（閉鎖時の市町村名は新南陽市、現在の周南市）に富田製壜工場も開設された。製瓶工場についても、広島工場に設けられる話もあったが、瓶の原料の珪砂搬入には、臨海部が望ましい理由から、富田町に設けられた。元々塩田だった土地に、1938年（昭和13年）4月に竣工、翌5月より操業開始した。
広島工場の開設と同時期に、広島本通商店街にキリンビヤホール広島が開設され、1990年（平成2年）頃まで存在。現在は、広島パルコ本館になっている。 
第二次世界大戦中も、ビールの醸造および清涼飲料水の製造は継続されたが、清涼飲料水は1942年（昭和17年）1月と1943年（昭和18年）2月および3月の一時的な製造中止後、1944年（昭和19年）3月以降は製造を中止した。ビールも減産および、材料のホップの確保が困難になった事で味が淡泊になったと言われた。そして、1945年（昭和20年）4月に軍部の指令で、飛行機などの燃料として使われるアルコール生産の指示を受けたが、困難である事からトラックに使われるアルコールの製造指示に変更された上で、同年6月より、飲料用アルコールの仕込みを中止。産業用アルコール生産に転換した。終戦により、実際に燃料として使われる事は無かったが、完成したアルコールを試飲して味が良好だったため、『更正酒』として主に社員に配布。物々交換の品として活用された。また、1943年（昭和18年）には、空爆対策として偽装塗装を行った。
1945年（昭和20年）8月6日8時15分の広島市への原子爆弾投下で、コンクリート造および鉄骨造の建物に関しては窓・出入口・壁・屋根などの破損。木造の建物は、全壊・半壊・傾斜など、主に爆風による被害を受けた。火災被害に関して無かったことで、施設に関しては比較的軽微な被害で済んだ。ただ、人的被害に関しては、従業員に関しては、死者5名・重軽傷者若干名、従業員家族の死者が55名出た。
戦後は、神崎工場から運んできた酵母で1945年（昭和20年）12月より仕込みを再開。1946年（昭和21年）6月からは進駐軍用のビールの製造を開始し、進駐軍の常駐が始まった。清涼飲料水の工場もオーストラリア部隊により接収。サイダーの製造が開始された。1947年（昭和22年）8月に復旧工事が完了した。接収は、1952年（昭和27年）7月28日まで続けられ返還されたが、継続利用の要請よりさらに3ヶ月貸与された。
ビール自体の需要の減少と製造制限より、戦後しばらくは副業として、ジアスターゼの製造、製氷事業、貸金庫事業などが行われた。
1949年（昭和24年）には、原材料事情の改善より増産が認められ、以後製造量は増えていった。
1950年（昭和25年）以降、拡張・増設工事は本格化。その後、周辺土地の買収による用地拡張や機能拡張を繰り返した。
ビールの製造量は1950年（昭和25年）上半期末に1万200kLだったのが、1953年（昭和28年）上半期末に1万9,800kL、1956年（昭和31年）下半期末に4万1,400kL、1961年（昭和36年）上半期末に7万2,200kL、1961年（昭和36年）下半期末に9万7,400kL、1964年（昭和39年）上半期末に12万6,000kL、1965年（昭和40年）上半期末に14万1,000kLに増強された。
増強施設のために手狭になった敷地を拡張するために、建設時に買収を行わなかった西側の土地を、一部2区画を除いて1961年（昭和36年）春に買収。残りも1962年（昭和37年）中に買収。隣接する西側水路の付け替えなどで、当時のキリンビールの工場の中で4番目の広さの工場になった。さらに、施設拡張と、その代わりになる空き瓶置き場確保のために、1965年（昭和40年）に隣接農地4,260m2、翌1966年（昭和41年）に隣接農地2,350m2、1977年（昭和52年）には以前より賃貸していた東洋製罐の敷地6,634m2および建物540m2を買収して、拡張を続けた。
また、1954年（昭和29年）には、キリン初のジュース『キリンジュース』（後の『キリンオレンジ』）が広島工場で製造開始した。
創業当初は、瓶詰め専門の工場だったが、1990年（平成2年）頃に缶ビールの施設も追加されている。
1997年（平成9年）9月に、広島工場の閉鎖を発表。理由として、施設の旧式・老朽化、1社員あたりの製造量が500kl程度で、全社平均の半分強だった事。周辺の都市化に伴う、拡張余地がない事が閉鎖の理由とされた。翌1998年（平成10年）8月に一部の樽詰め部門を除いて、製造を終了した。
工場開設当初の製造能力は、1万3500kLで、閉鎖時の製造能力は15万kL。開業時の従業員数は215人で、最終時の従業員数は約250人。

### キリンビアパーク広島時代
キリンビアパーク広島（キリンビアパークひろしま）は、1998年（平成10年）からあるキリンビールの施設。2010年（平成22年）までは製造施設を有していた。
工場閉鎖発表後の1997年（平成9年）12月に、キリンビアパーク広島新設を発表。工場閉鎖の翌月の1998年（平成10年）10月に初出荷を行った。その後、整備を行い1999年（平成11年）4月に開園。ダイヤモンドシティソレイユ（後のイオンモール広島府中ソレイユ、現・イオンモール広島府中）開店にあわせて、2004年（平成16年）3月にリニューアルオープンした。
オープン当時は、飲食店などで使われる、樽詰めビールを醸造しているキリン広島ブルワリー（ブルワリー棟）と、醸造したビールを実際に飲む事が出来るキリンプラザ広島（レストラン棟）で構成されていた。
ブルワリー棟の年間製造能力は2000kL（20L樽換算で10万本）で、ラガービールやキリン一番搾り生ビールなどを製造していた。樽ビールのみの製造で、7L、15L、20Lの樽ビールを製造。ブルワリー棟で造られたビールは、場内のレストランのほか、樽を広島市近辺の飲食店にも販売していた。
レストラン棟内にはキリンプラザ キッチン1938が設けられ、棟内では醸造したビールが飲めるほか、食事を取る事も出来、夏場にはビアガーデンも行われている。キリンプラザはイオンモールの館外施設の扱いになっていた。また、同じ建物内には展示施設キリンプラザ ギャラリーが設けられ、ビール醸造の方法や、キリンビールの歴史などを知る事が出来た。
レストラン棟は、工場完成当初は、麒麟麦酒広島工場事務所棟で、現存時は被爆建物の一つでもあった。
場内の、キリンビールの巨大看板は、工場設置時代からあった物で、山陽本線や後には山陽新幹線の車内から見る事ができ、広島市民にとっては広島に帰ってきた事を感じさせるアイテムになっていた。そのことから、工場閉鎖後も、同様に設置された。
その後キリン広島ブルワリーは2010年（平成22年）8月末をもって閉鎖された。跡地はイオンモールが駐車場や商業施設として活用を検討。キリンプラザ広島は当面存続する予定との報道もあったが、工場と共に解体。2011年（平成23年）現在駐車場として使われている。
また敷地内には、製造施設解体後も引き続き、麒麟麦酒広島支社が置かれている。使われている建物は、工場設置時代の建物が引き続き使われている。広島支社では、ビールの作り方や注ぎ方の教室を行っている。工場時代の遺物としては、モニュメント化している物の他に、工場開業当時に設置された稲荷神社は、2010年（平成22年）まではブルワリー棟の横に、その後は麒麟麦酒広島支社の敷地内に移設されて残されている。

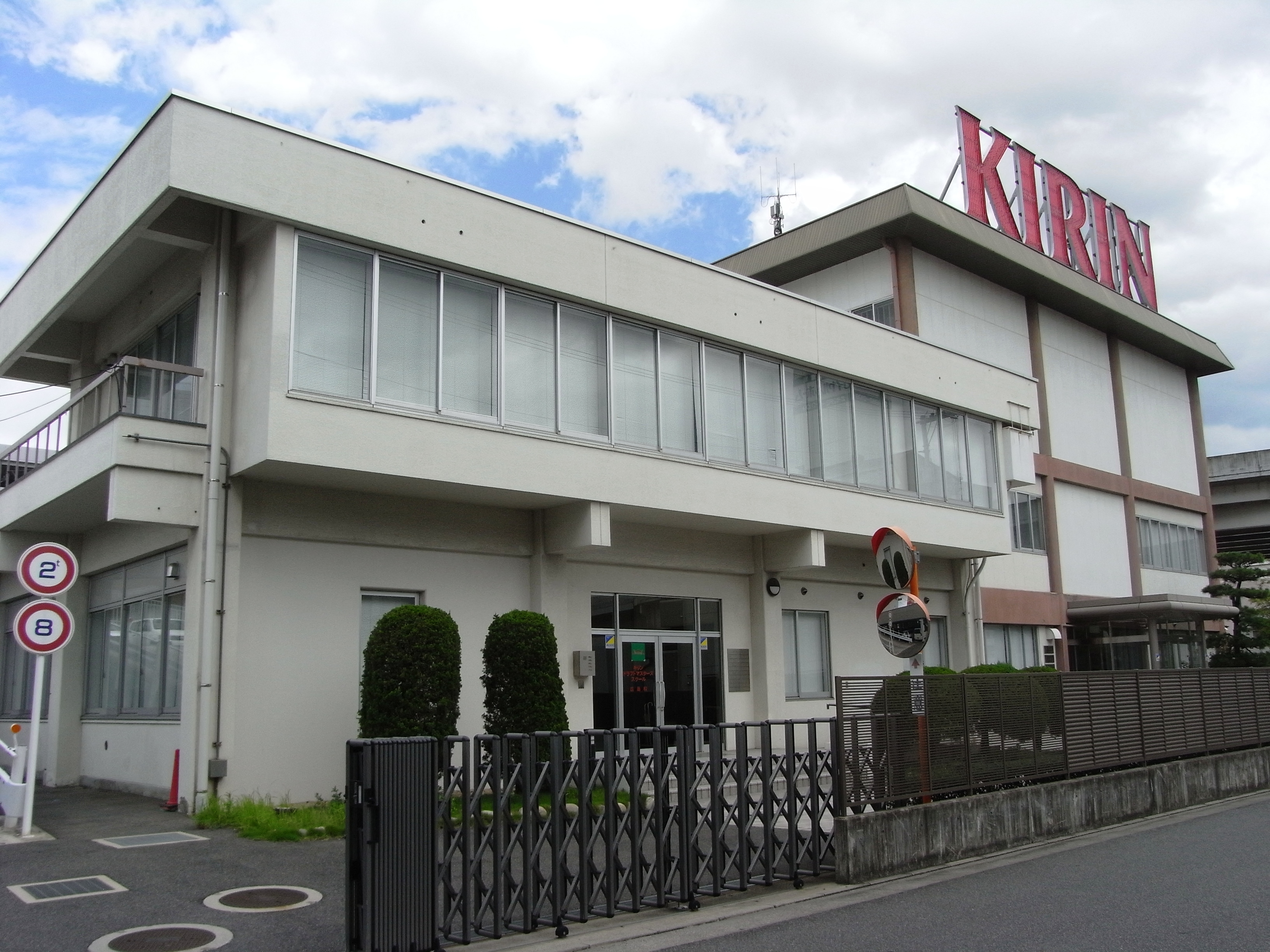
広島支社
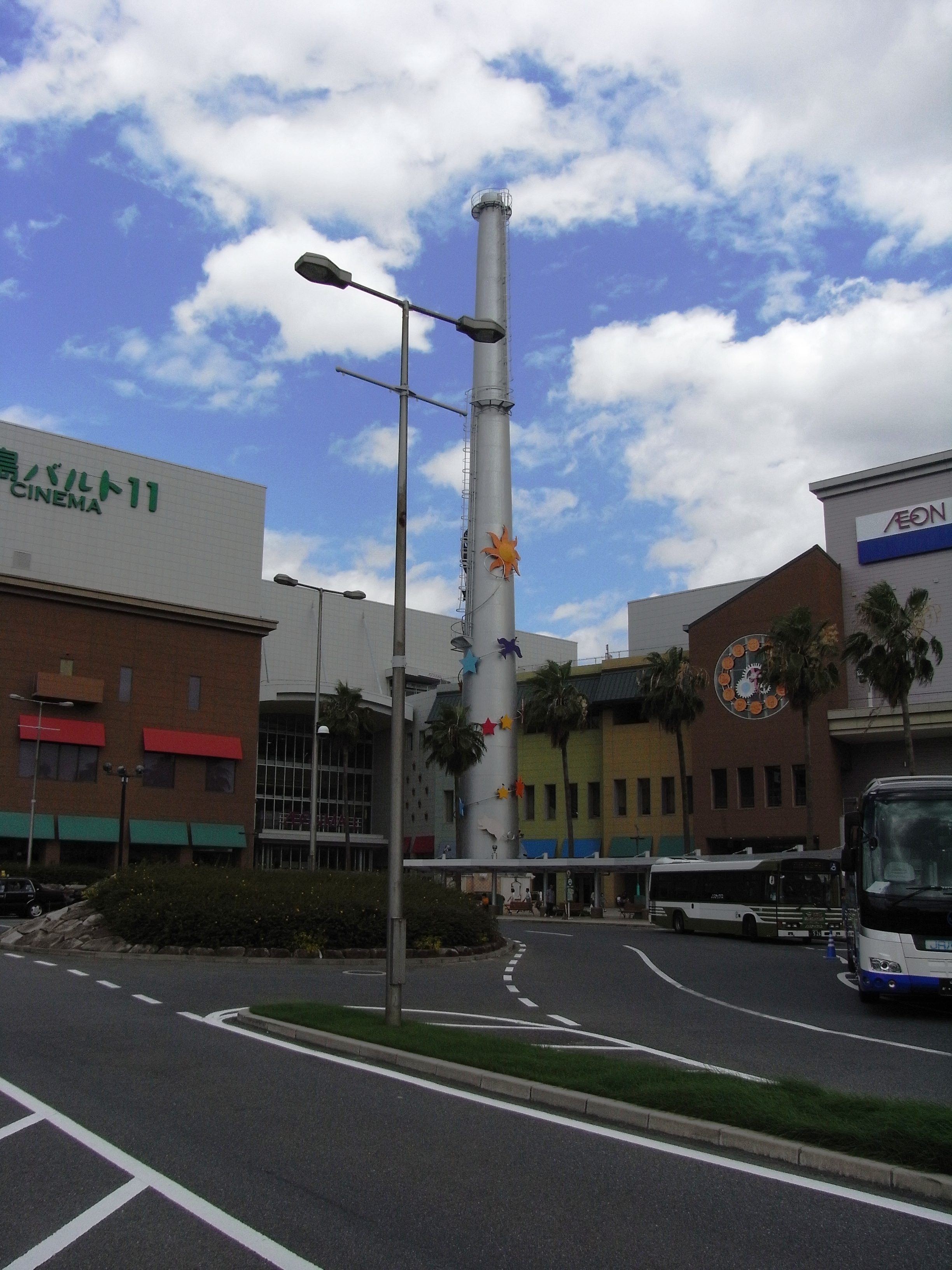
煙突

ブルワリー解体前の画像

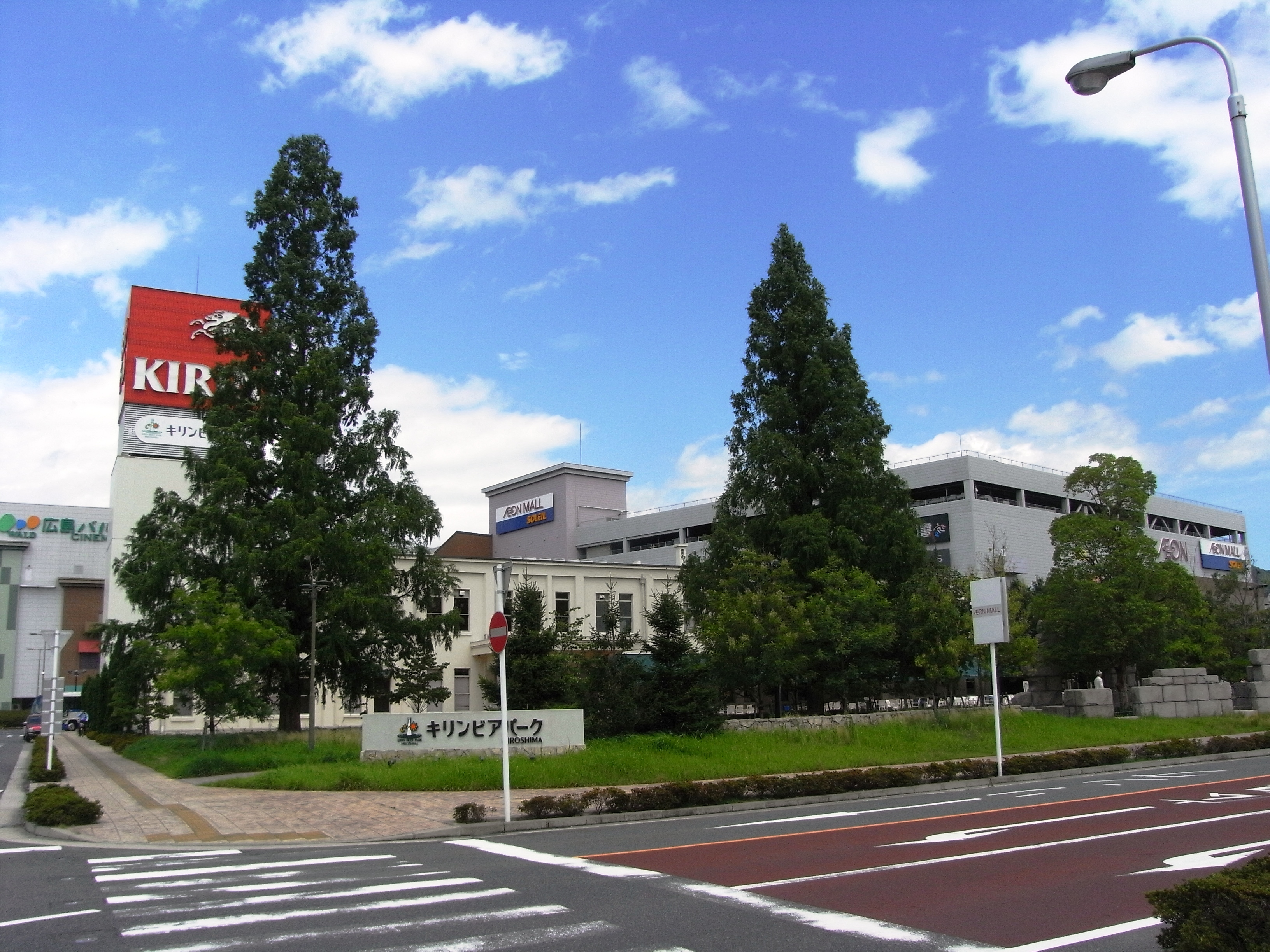
キリンビアパーク広島
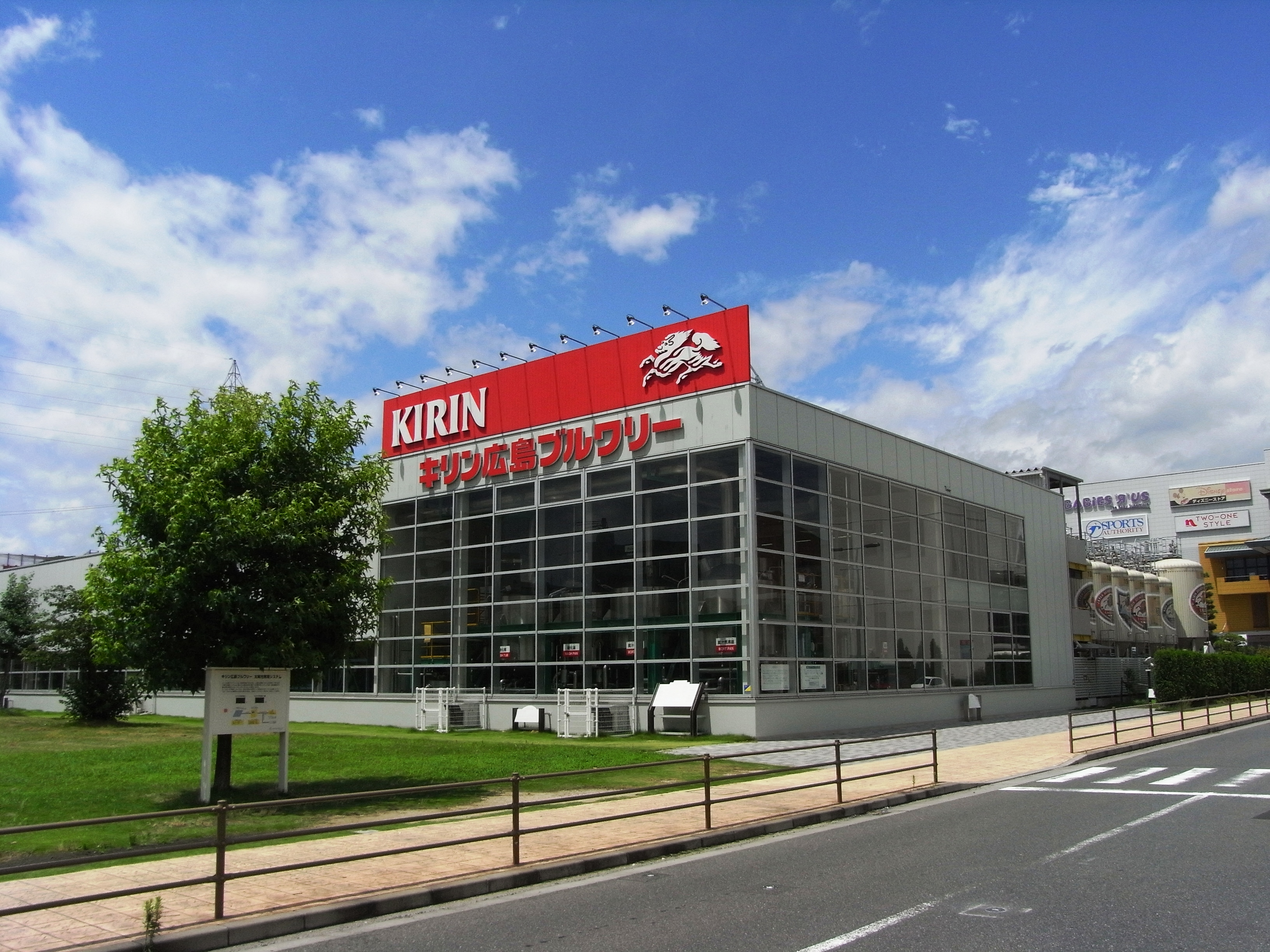
キリン広島ブルワリー
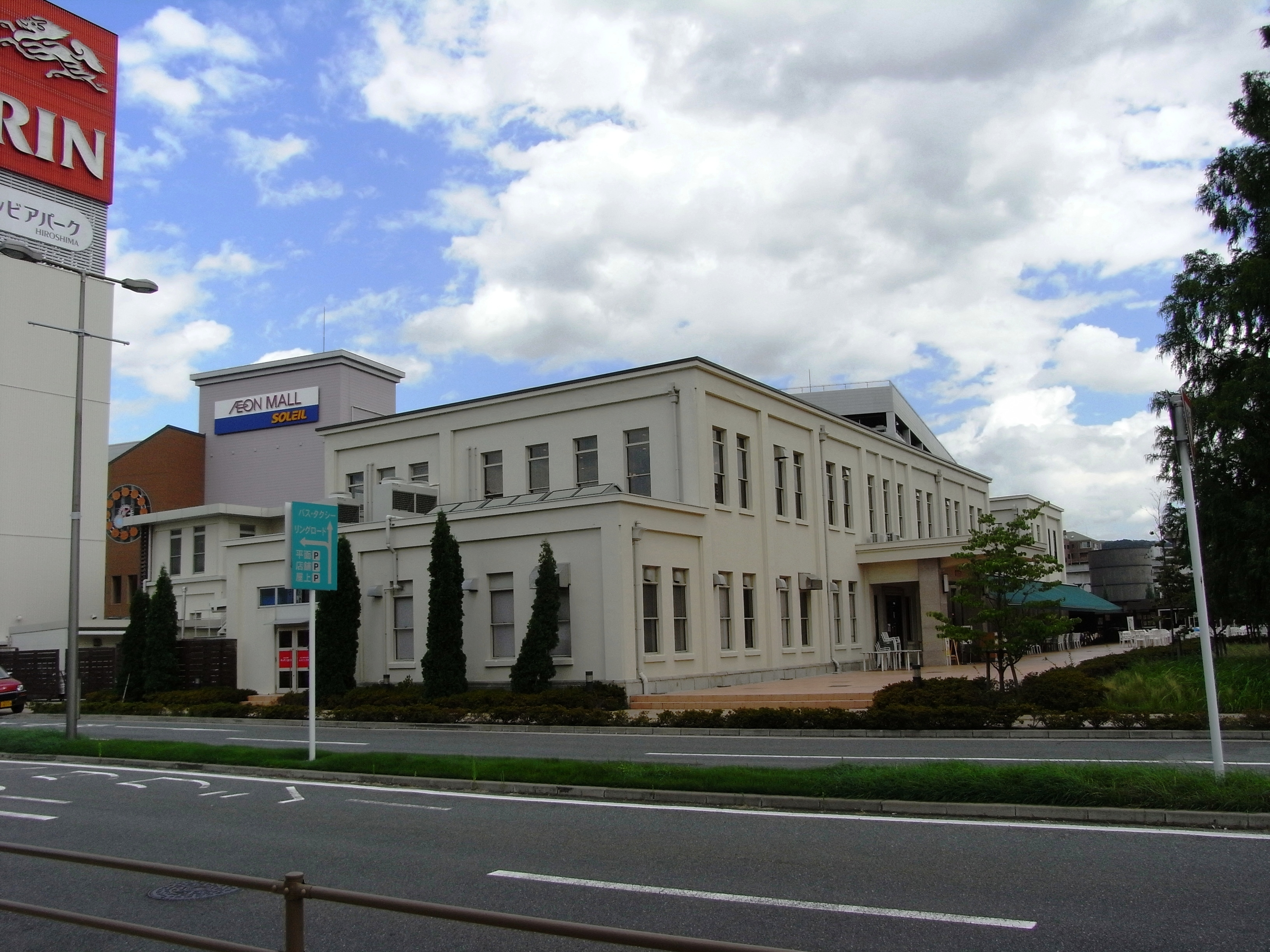
キリンプラザ広島
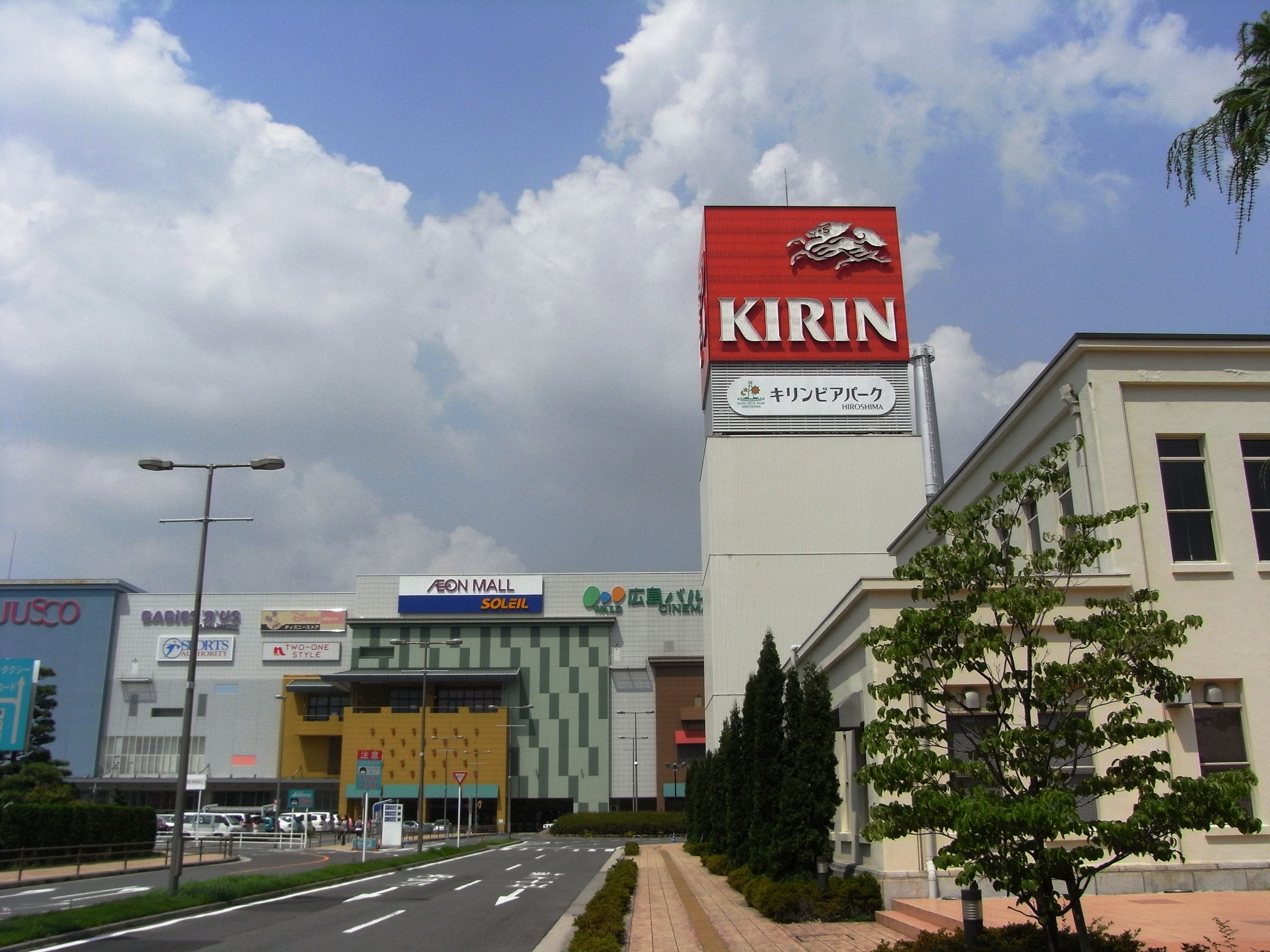
巨大看板
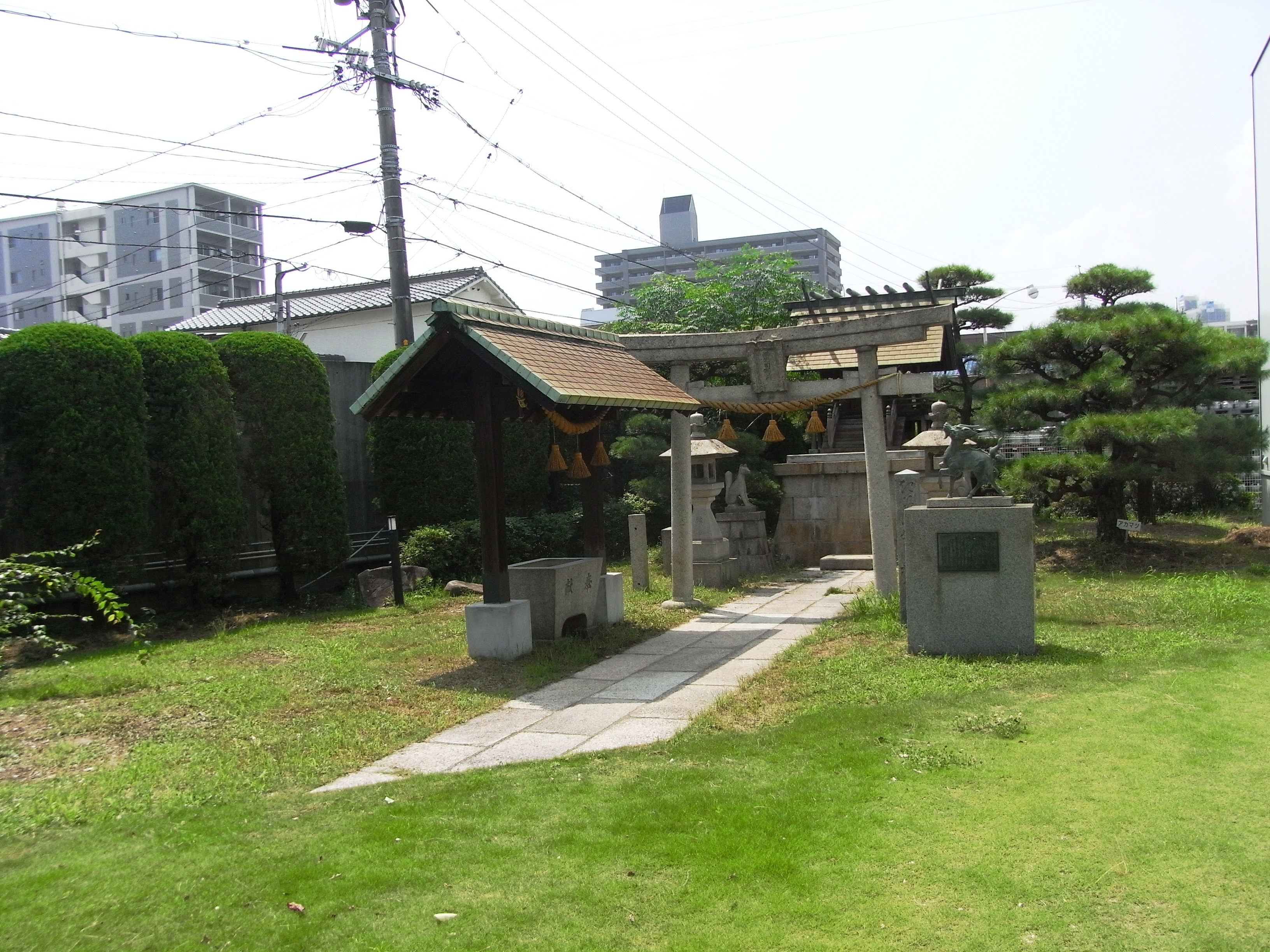
敷地内にある稲荷神社
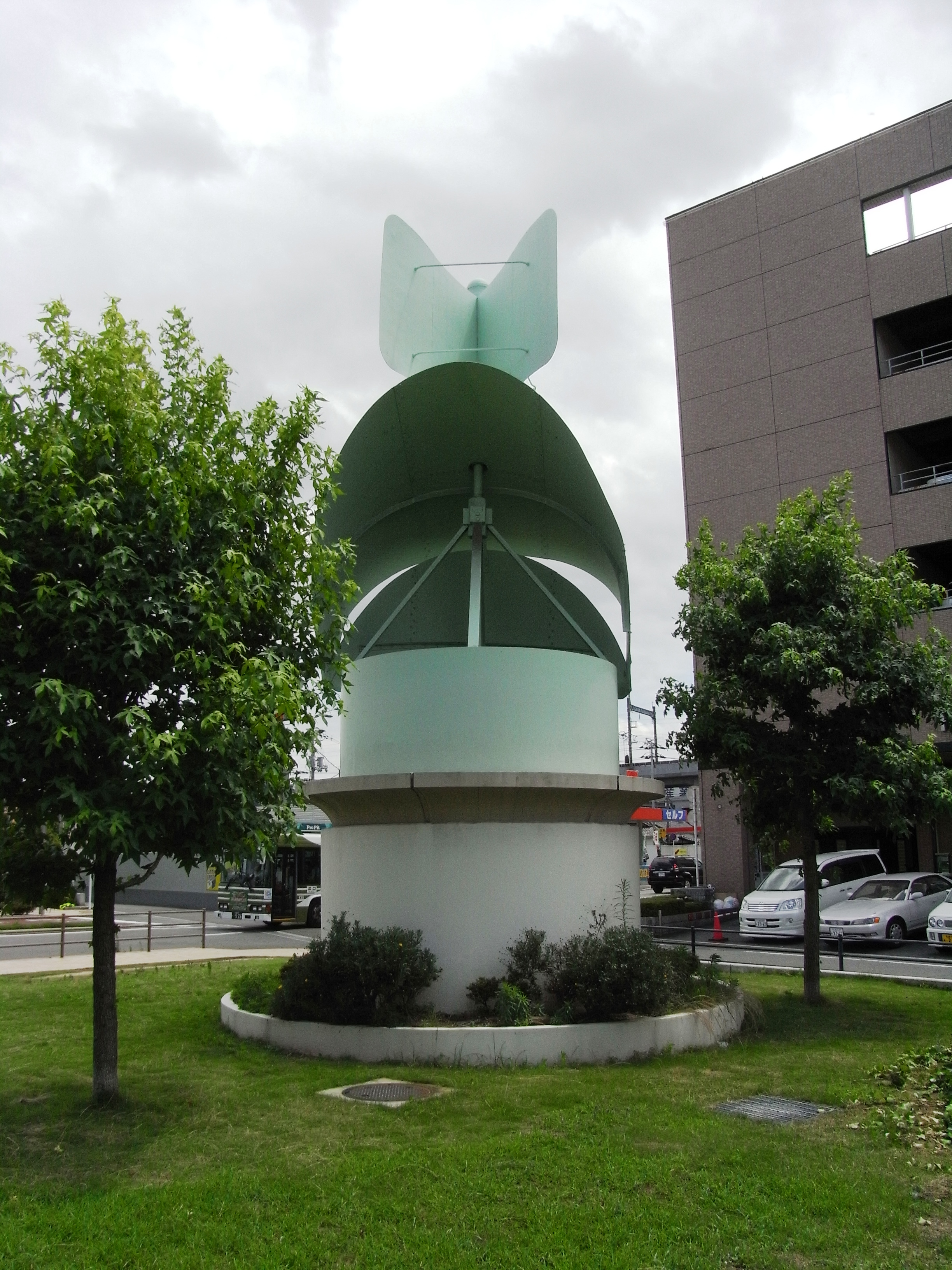
工場時代使われていた遺物

## 専用線
以前は、国鉄への専用線があった。
工場新設にあわせて、1936年（昭和11年）8月17日の認可後に敷設。当初は、工場建設資材を運び込むために使われた。工場から矢賀町で芸備鉄道（現在の芸備線、1937年（昭和12年）7月1日に国有化。広島車両所が出来たのは1940年（昭和15年））に接続。当時の東広島駅（現在の広島貨物ターミナル駅）を介して、消費地への有蓋貨車による製品出荷や、湊川駅（1985年（昭和60年）3月14日以降は神戸港駅）から麦芽輸送の貨物列車が運行されていた。
出典のトワイライトゾーンによると、第三者使用は日本通運、作業方法は国鉄機で行われ、専用線種別は側線、作業キロは1.5km、広島駅-矢賀駅の途中分岐とされ、広島工場線に接続とされた。
1986年（昭和61年）10月31日に使用を取りやめ。翌日の11月1日廃止。同年12月に線路が撤去された。
現在、当時の国鉄線分岐以降は、ソレイユへのアクセス道（写真A）や、日産プリンス広島矢賀店の施設等に転用された土地もあるが（写真B）、一部はキリン関連会社が管理する空き地（写真C・D）として残っている。

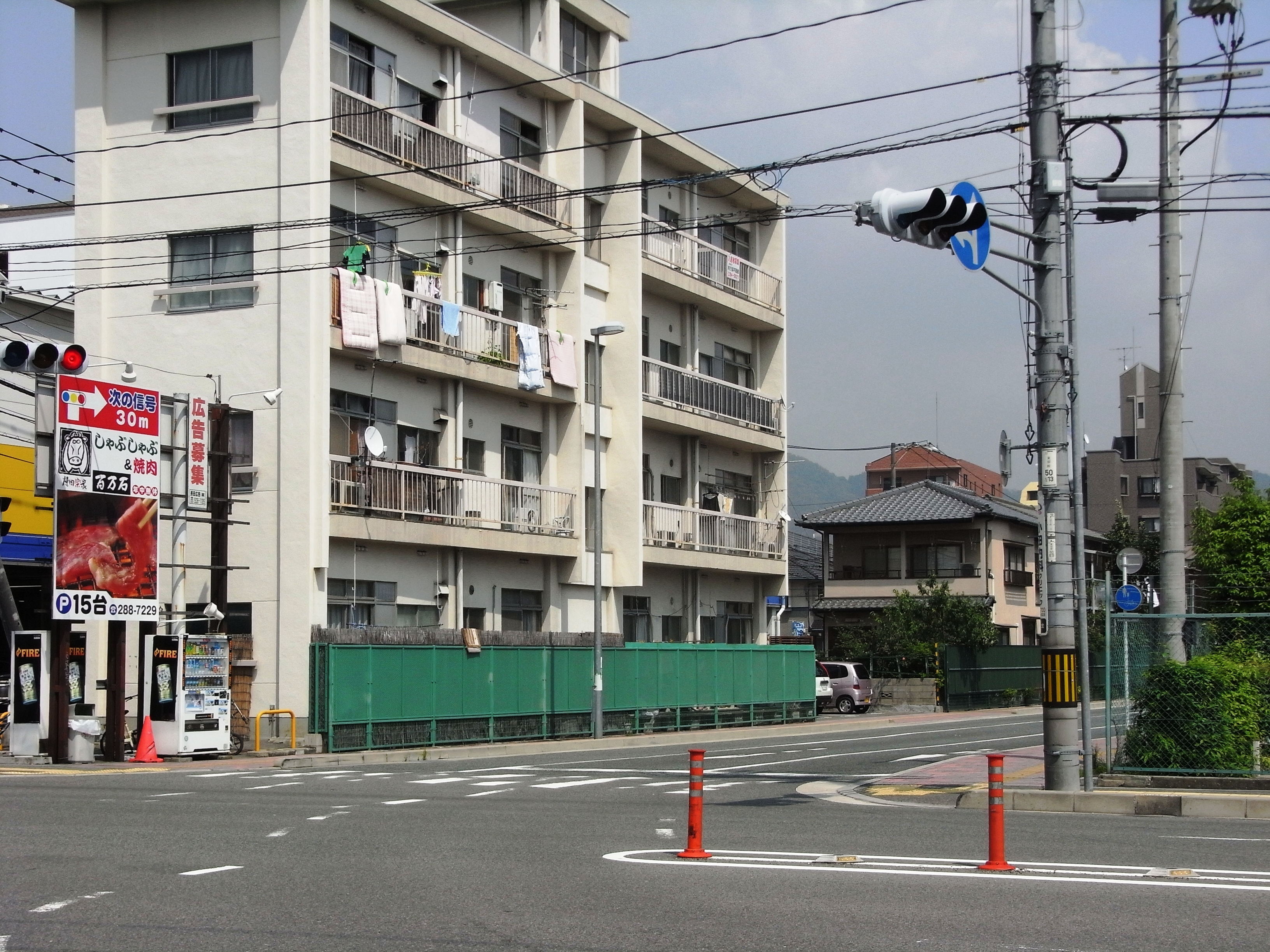
A.施設周辺はアクセス道になった
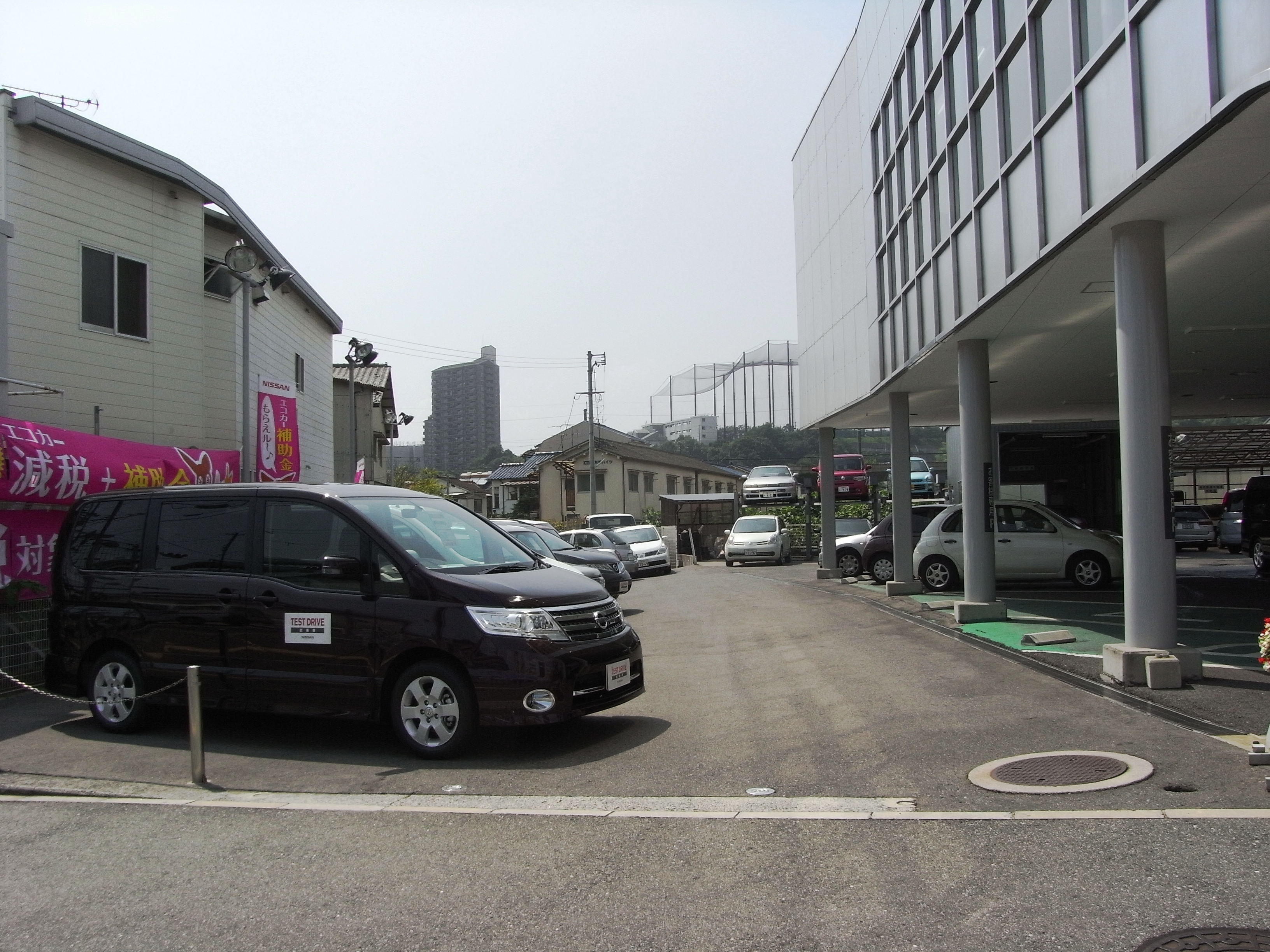
B.日産の施設となった場所。溝蓋部より左側が廃線跡
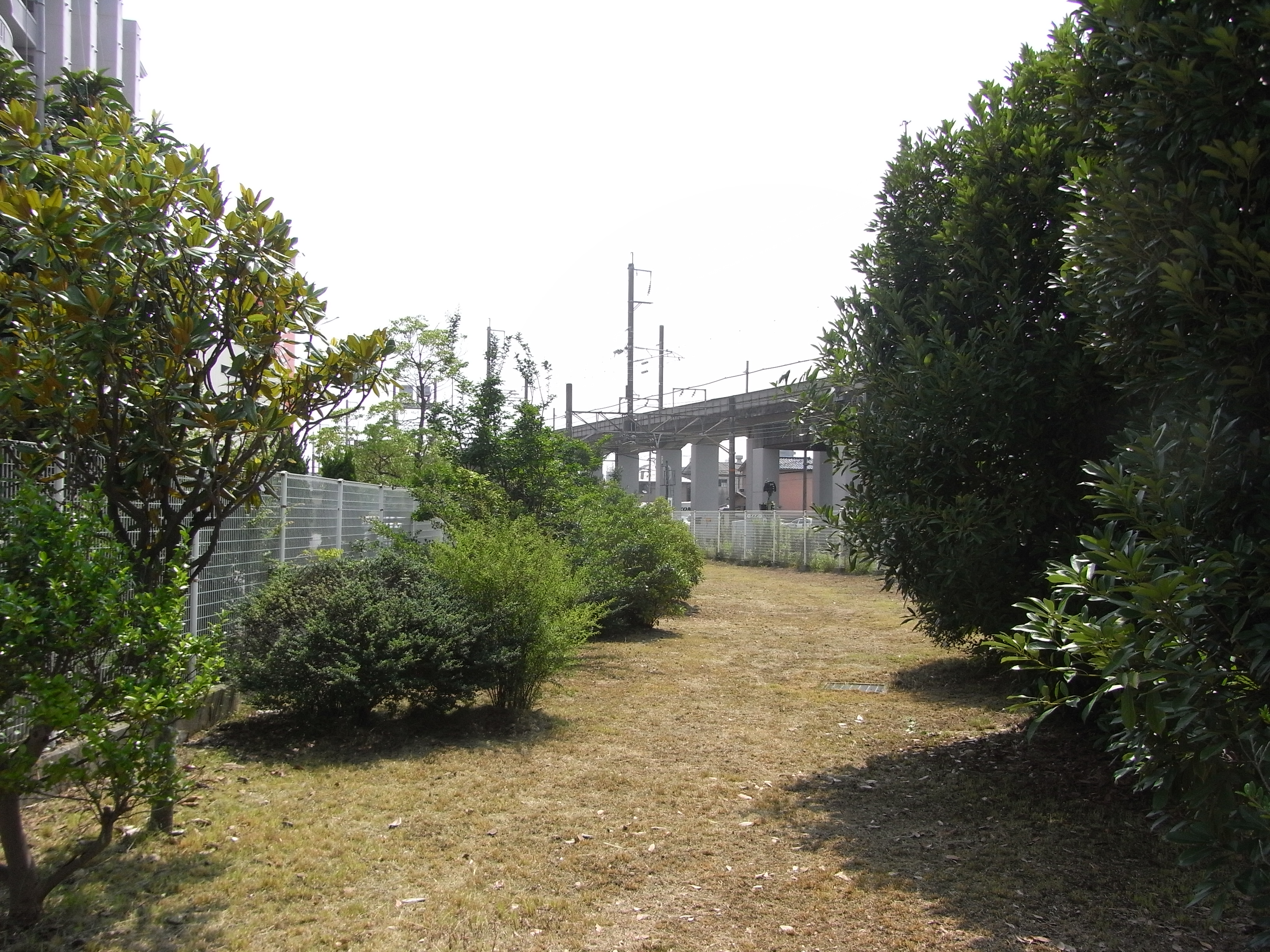
C.芸備線近くは空き地で残る
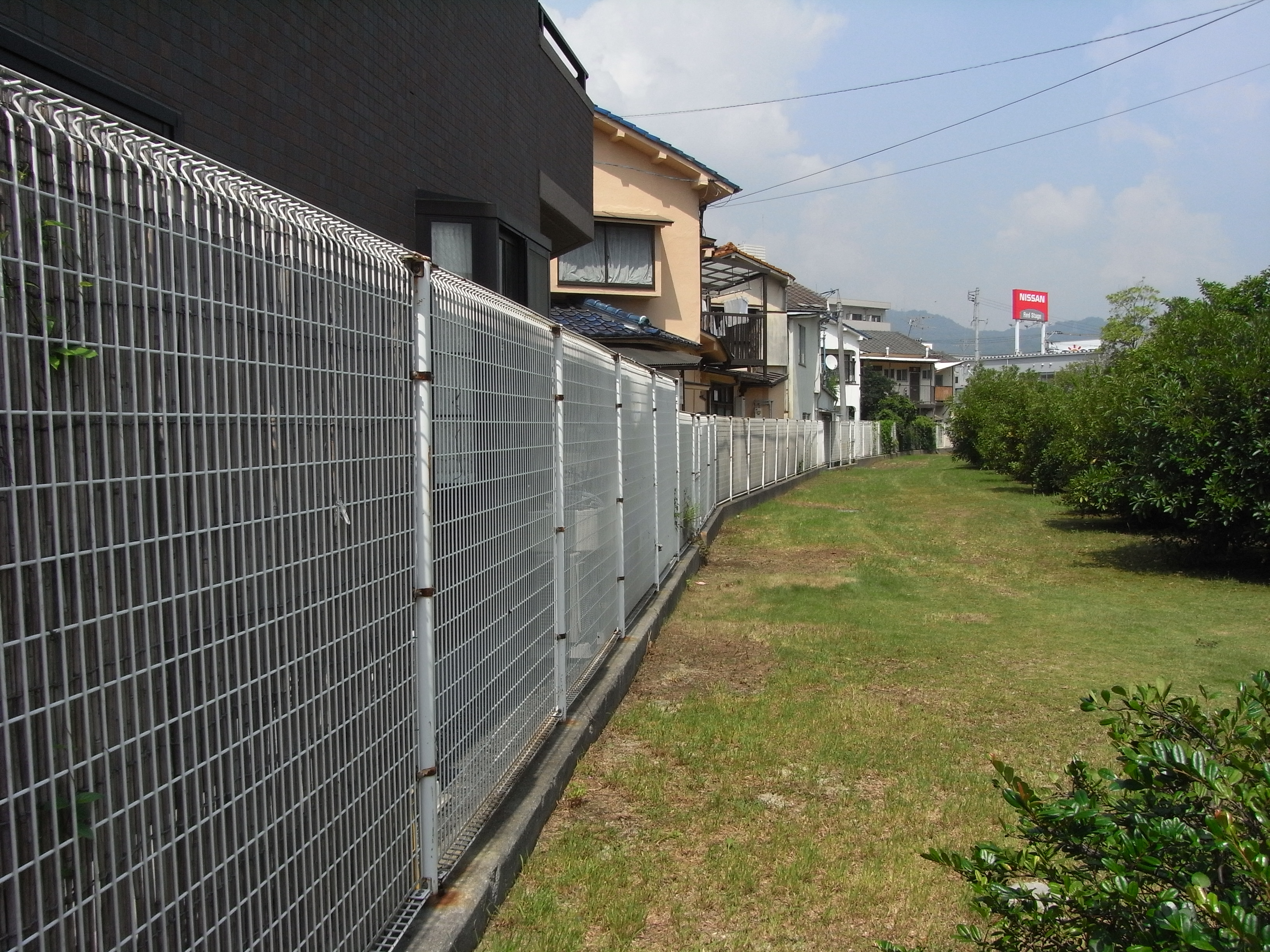
D.廃線跡。工場側

## 交通アクセス
イオンモール広島府中#交通アクセスを参照。